# Hiberno-latin

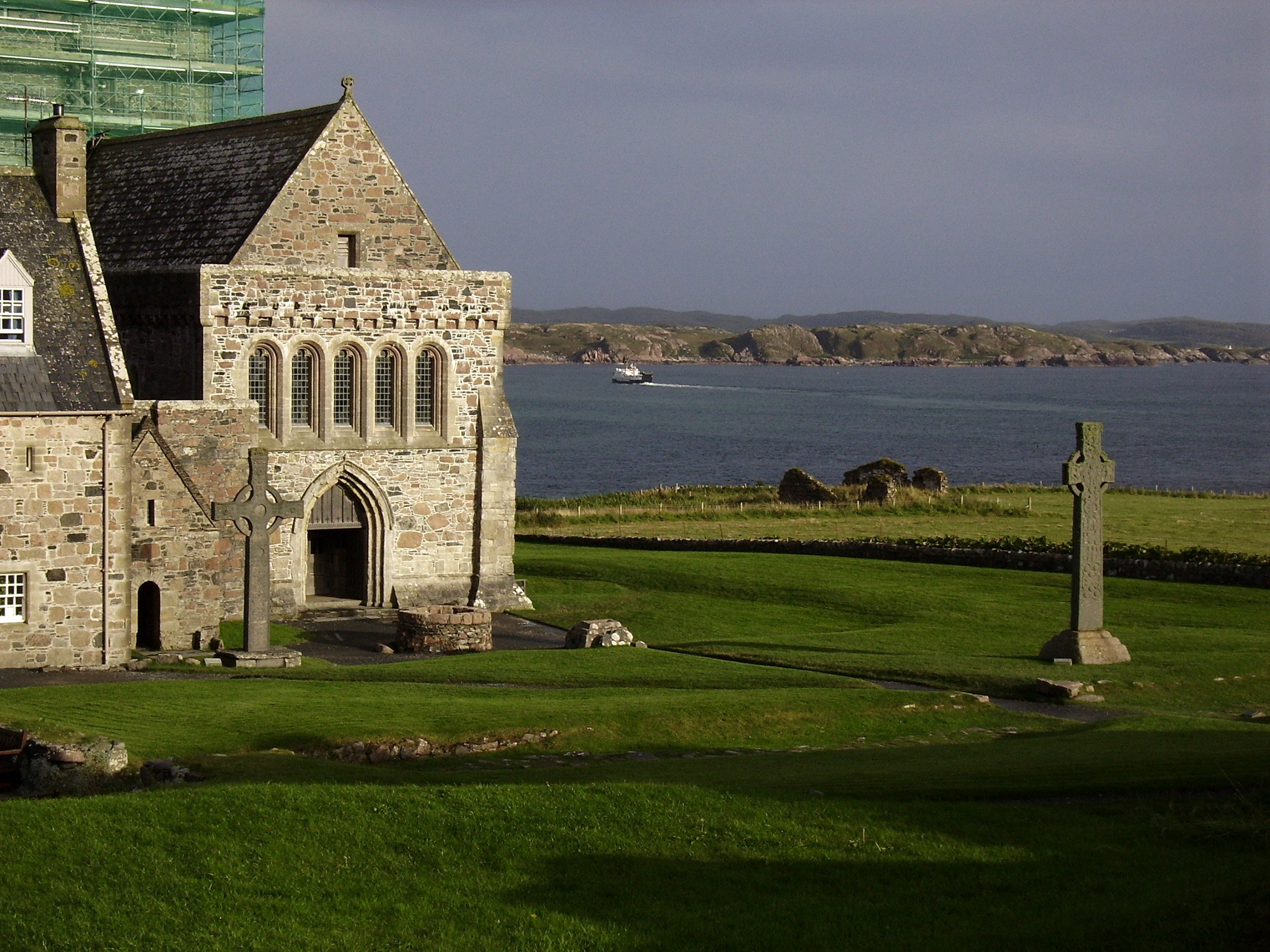
L'île d'Iona (Écosse), l'un des foyers de la culture hiberno-latine

L'hiberno-latin, ou latin hispérique, était une littérature latine où se joignaient le jeu et l'érudition, et que des moines irlandais ont créée et répandue pendant une période allant du VIe siècle au Xe siècle.

## Historique
La langue hiberno-latine était remarquable par son vocabulaire curieusement recherché. Alors que ni l'hébreu ni le grec n'étaient bien connus en Europe pendant cette période, il est paradoxal que ce soient des moines irlandais qui les aient parlés couramment ; pour produire des effets, ces auteurs ajoutaient donc des mots étranges venant de ces deux langues aussi bien que du celtique. On a supposé que ce vocabulaire poétique, à la recherche inhabituelle, venait du fait que les moines apprenaient les mots latins grâce à des dictionnaires et des glossaires, et qu'ils mêlaient ces mots peu familiers avec ceux dont ils avaient l'habitude ; c'est qu'à la différence de beaucoup d'autres en Europe occidentale à cette époque, les moines irlandais ne parlaient pas une langue issue de latin. Pendant les VIe et VIIe siècles, le monachisme irlandais se répandit à travers l'Europe chrétienne en Occident ; les moines irlandais expatriés qui fondaient ces monastères apportaient souvent avec eux des styles littéraires de l'hiberno-latin. 
Parmi les auteurs remarquables dont les travaux contiennent quelque chose de l'esprit hiberno-latin, on trouve saint Colomba d'Iona, saint Colomban de Luxeuil, saint Adomnan et Virgile le Grammairien. On attribue aussi à l'auteur gallois du De excidio Britanniae, saint Gildas, une lorica écrite dans un vocabulaire d'une recherche insolite, ce qui très vraisemblablement s'explique par son éducation dans les styles irlandais du latin. Jean Scot Érigène fut probablement un des derniers auteurs irlandais à faire des jeux de mots en hiberno-latin. Sainte Hildegarde de Bingen conserve un vocabulaire latin inhabituel, en usage dans son couvent et qui apparaît dans quelques-uns de ses poèmes ; une telle façon peut aussi remonter à l'influence de l'hiberno-latin.

## La rhétorique
Le style atteint le comble de l'obscurité dans les Hisperica Famina, ce qui signifie à peu près « Discours occidentaux ». Ces Famina sont des poèmes descriptifs rhétoriques rédigés dans une sorte de versification libre. Hisperica est compris comme un mot-valise combinant « Hibernia », « Irlande », et « Hespérides », ces « Îles occidentales » à moitié légendaires qui peuvent avoir été inspirées par les Açores ou les îles Canaries ; la caractéristique y est l'usage de jeux de mots par les auteurs. Un court extrait d'un poème sur l'aube de Hisperica Famina montre le poète irlandais incluant des mots grecs dans ses vers :
« Titaneus olimphium inflamat arotus tabulatum,
thalasicum illustrat uapore flustrum [...] »
« L'étoile titanienne enflamme les lieux habités de l'Olympe
et éclaire le calme de la mer avec sa brume. [...] »
Ces compositions peuvent présenter un élément parodique, né de la rivalité aux sixième et septième siècles entre les formes romaine et celtique du christianisme. Dans l'Antiquité, le terme d'Hesperia était volontiers utilisé comme un synonyme poétique pour désigner l'Italie, et il faut remarquer qu'une partie du vocabulaire exotique et des artifices stylistiques de ces pièces ne trouve pas son origine chez les Irlandais, mais dans la poésie cléricale et rhétorique qui faisait fortune dans la partie du  monde dominée par le Saint-Siège (surtout en Italie, en Gaule, en Espagne et en Afrique) entre le quatrième et le sixième siècles, avec les noms de Juvencus, Avit de Vienne, Dracontius, Ennodius et Venance Fortunat. Ainsi le mot même de famen – dont famina est le pluriel – est une invention pseudo-archaïque inspirée du verbe latin fari, « parler », et qui est attesté pour la première fois dans les évangiles métriques (Evangeliorum libri) de Juvencus. De même, l'ordre des mots suit souvent la séquence 1-adjectif 2-verbe-nom 1-nom 2, connue sous le nom de « uersus aureus », un schéma utilisé à l'excès dans la prosodie trop régulière de ces poètes ; la première ligne citée ci-dessus en est un exemple. L'idée sous-jacente aurait été de jeter le ridicule sur ces auteurs proches de la papauté, en combinant leurs artifices stylistiques avec leur scansion maladroite et en les appliquant à des sujets triviaux (un des poèmes décrit une église minuscule comme s'il s'agissait d'une puissante cathédrale).

## Les hymnes et L'Altus prosator

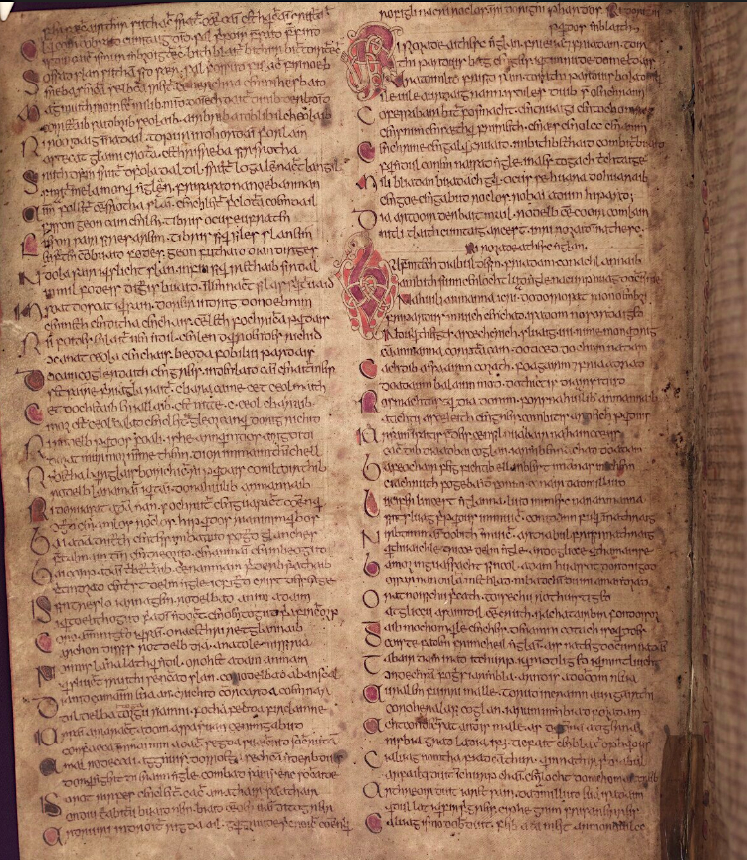
Un folio du ms. Rawlinson B 502 de la Bodleian Library (Oxford, c.1125-1150).

Une quarantaine de ces poèmes, des chants liturgiques composés par ou pour des saints, peuvent être trouvés dans le volumineux Liber Hymnorum (Ms. 1441 du Trinity College, Ms 23 E 25 de la Royal Irish Academy...), une compilation qui contient, entre autres, le célèbre Amra Choluim Chille (VIe siècle ?) ; ladite compilation aurait été entamée sous l'abbatiat de Dub dá Leithe à Armagh, vers 989, bien que la plupart des manuscrits qui la supportent datent au moins du Xe siècle (Ms. Clm 18665 de la Bayerische Staatsbibliothek). Elle fut éditée en texte intégral par J. H. Bernard et R. Atkinson en 1898.
À un niveau beaucoup plus intelligible se situe l'hymne Altus prosator, une séquence du Liber vraisemblablement musicale et si riche dans son vocabulaire abstrus, si puissant dans sa gravité poétique que, dès une date très ancienne, la tradition l'a attribuée à saint Colomban. Le texte, du XIe siècle, présente de nombreuses caractéristiques d'hiberno-latin : le terme prosator, le « premier semeur » qui désigne le Créateur, fait allusion à Dieu en utilisant un néologisme. Le texte contient aussi le mot iduma avec le sens de « mains » ; il s'agit probablement de l'hébreu yadim. Le poème appartient au genre abécédaire, en voici la première strophe :
« Altus *prosator, *vetustus
dierum et ingenitus
erat absque origine
primordii et *crepidine
est et erit in sæcula
sæculorum infinita;
cui est unigenitus
Xristus et sanctus spiritus
coæternus in gloria
deitatis perpetua.
Non tres deos *depropimus
sed unum Deum dicimus,
salva fide in personis
tribus gloriosissimis. »
« Le créateur suprême, plus ancien
que les jours et non engendré,
qui sans origine se trouvait
au commencement et à la fondation,
qui était et qui sera jusque dans l'infini
et aux siècles de siècles,
à qui seul le Christ a été engendré
avec le Saint-Esprit, coéternel dans la gloire
éternelle de la divinité.
Nous ne proposons pas trois Dieux
mais nous parlons d'un Dieu,
conservant notre foi dans
les trois Personnes les plus glorieuses. »
(N.B. : Les mots marqués d'un astérisque dans le texte latin sont ou bien savants, ou bien des néologismes orthographiés de façon inhabituelle, ou paraissent étranges dans le contexte syntaxique et sémantique.)